# Irena Karpa
Irena Ihorivna Karpa (in ucraino Ірена Ігорівна Карпа?; Čerkasy, 8 dicembre 1980) è una scrittrice, giornalista e cantante ucraina.

## Biografia
Nata l'8 dicembre 1980 a Čerkasy, all'età di quattro anni si è trasferita con la famiglia prima a Ivano-Frankivsk, poi a Yaremche, nell'Ucraina occidentale, dove ha studiato pittura presso la scuola d'arte locale.
Nel 1999 si è iscritta all'Università nazionale di Kiev e nel 2003 ha conseguito la laurea in filologia e lingue straniere e una specializzazione in letteratura francese, con una tesi dal titolo Manifestazioni dell'archetipo della grande madre nei romanzi Particelle elementari di Michel Houellebecq e Двойной Леон di Jurij Izdryk.
Il suo primo romanzo, pubblicato nel 2002, dalla prosa esilarante e surreale, ha per protagonista un intellettuale punk di nome Yevka.
Dopo la laurea ha viaggiato in Indonesia per un anno, collaborando con organizzazioni internazionali non governative per i diritti umani, in particolare per i diritti delle donne. A questa esperienza è ispirato il suo secondo libro, Фройд би плакав (2004). 

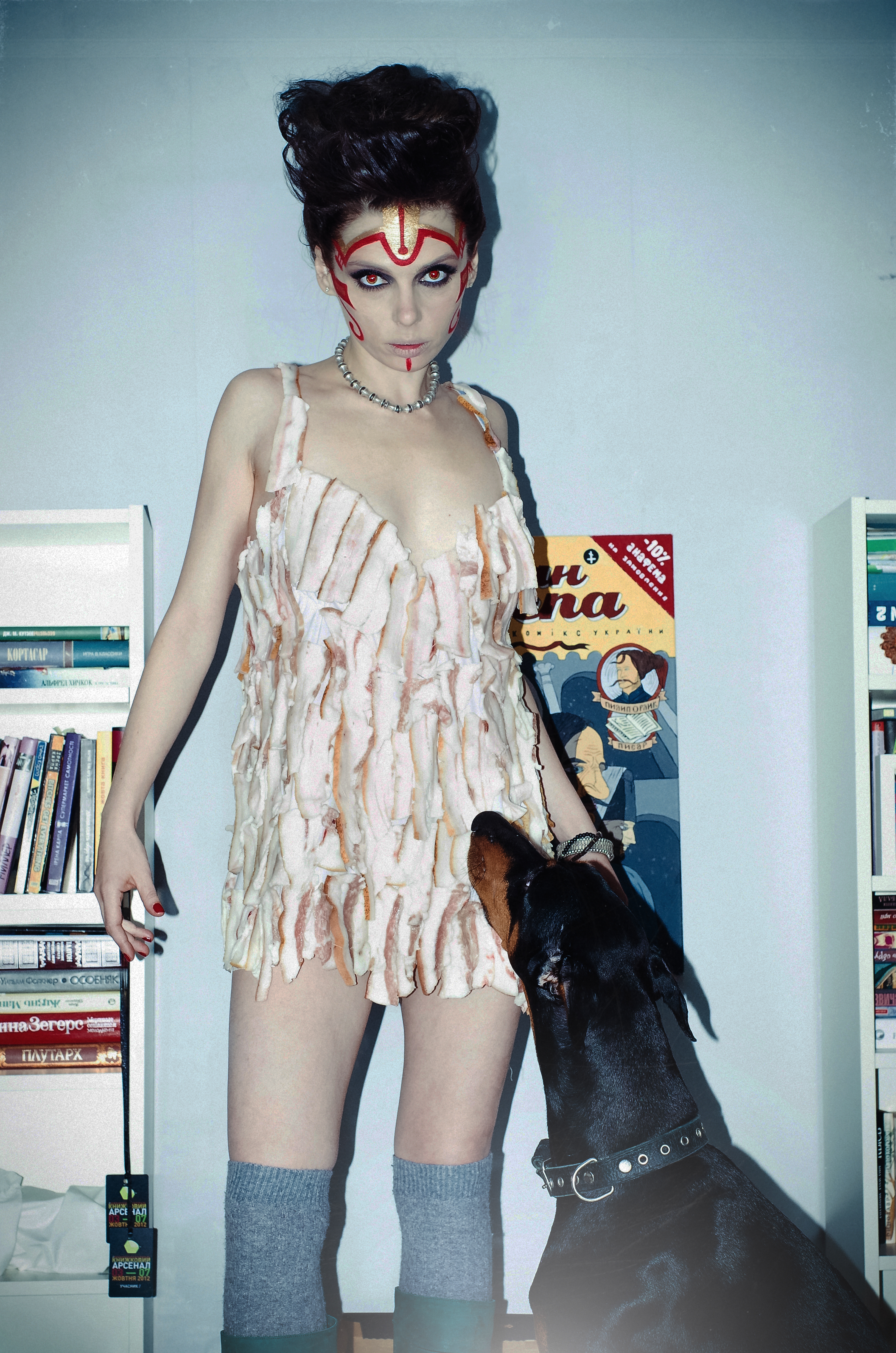
Irena Karpa prima dell'apertura del concerto di Marilyn Manson a Kiev (2012)

Dal 1999 è frontwoman del gruppo musicale alternativo Faktychno Sami, dal 2007 Qarpa, e scrive canzoni che mescolano ironia e melodie rock con temi di impegno sociale. Nell'autunno 2013 si è esibita con il suo gruppo nella piazza di Kiev durante le proteste dell'Euromaidan.
Nel 2006 ha recitato come attrice in due film, Autism del regista Angipoloy (Ucraina) e Kompot di Yakushenkov (Russia), e ha diretto come regista il cortometraggio Kyiv. Limited Edition presentato al Molodist Film Festival.
Dal 2005 al 2008 ha lavorato come presentatrice sul canale televisivo ICTN; nel settembre 2007 è diventata il volto del nuovo canale MTV Ucraina come presentatrice di News.
Nel 2014 ha sostenuto la campagna Facebook Don't give yourself to the Russians, uno slogan provocatorio con cui veniva chiesto alle donne di non fare sesso con i russi come forma di protesta per l'annessione della Crimea. Nello stesso anno, dopo l'occupazione del Donbass, Irena Karpa ha partecipato alla realizzazione di un cartone animato, Mutant Vatnik, simile alla serie statunitense South Park, composto di 12 episodi satirici con al centro i residenti filo-russi dell'Ucraina (chiamati con il termine dispregiativo vatniki), i politici e gli oligarchi russi, che ha ottenuto un notevole successo di pubblico e avviato un acceso dibattito.
Nel corso del 2014 sul portale filo-ucraino Lugansk Rada è apparsa la notizia, ripresa da altri media e la cui autenticità è stata negata dal servizio stampa dell'autoproclamata Repubblica Popolare di Lugansk (LPR), che Irina Filatova, identificata come ministro della cultura, aveva intentato una causa contro Irena Karpa presso il cosiddetto Tribunale del popolo della LPR, chiedendo che la scrittrice venisse fucilata "secondo le leggi di guerra" e punita con una multa di 50 mila rubli per avere pubblicato una vignetta irrispettosa che la riguardava.
Dall'ottobre 2015 all'agosto del 2019 Irena Karpa ha assunto la carica di capo del dipartimento di cultura e informazione dell'ambasciata ucraina a Parigi.

## Vita privata
Nel 2008 ha sposato il giornalista e scrittore ucraino Anton Friedland; l'anno seguente, dopo il divorzio, ha sposato l'uomo d'affari americano Norman Paul Hansen ed è diventata madre di due figlie. Dal 2018 è sposata con l'artista, autore, compositore e cantante Louis-Cyrille Trebuchet.

## Opere
- Знес Паленого (2000)
- 50 хвилин трави (2004)
- Фройд би плакав (2004)
- Перламутрове Порно (Супермаркет самотності) (2005)
- Bitches Get Everything (2007)
- Добло і зло (2008)
- Цукерки, фрукти і ковбаси (2010) (у складі збірки «Декамерон. 10 українських прозаїків останніх десяти років»)
- Піца «Гімалаї» (2011)
- З Роси, з Води і з Калабані (2012)
- Baby Travel. Подорожі з дітьми, або Як не стати куркою (2014)
- Волонтеры. Мобілізація добра (2015) (укладач збірки і автор окремих творів)
- День усіх білок (2017)
- Добрі новини з Аральського моря (2019)
- Як виходити заміж стільки разів, скільки захочете (2020)